# Kanton Bavilliers
Het Kanton Bavilliers is een op 22 maart 2015 gevormd kanton van het departement Territoire de Belfort in Frankrijk. Het kanton werd samengesteld uit de gemeente Bavilliers, die werd afgescheiden van het kanton Châtenois-les-Forges, de gemeenten Danjoutin en Pérouse van het op die dag opgeheven kanton Danjoutin en de gemeenten Cravanche en Essert die daarvoor met Valdoie het gelijknamige kanton vormden. Het kanton Beaucourt maakt deel uit van het arrondissement Belfort.

## Gemeenten
Het kanton Bavilliers omvat de volgende gemeenten:
- Bavilliers
- Cravanche
- Danjoutin
- Essert
- Pérouse

Arrondissement Belfort: Bavilliers · Belfort-1 · -2 · -3 · Châtenois-les-Forges · Delle · Giromagny · Grandvillars · Valdoie